# بريتاني بروكس
بريتاني بروكس (Brittany Brooks) من مواليد 5 أغسطس 1985.هي موسيقية وعازفة أمريكية.